# Eutrich

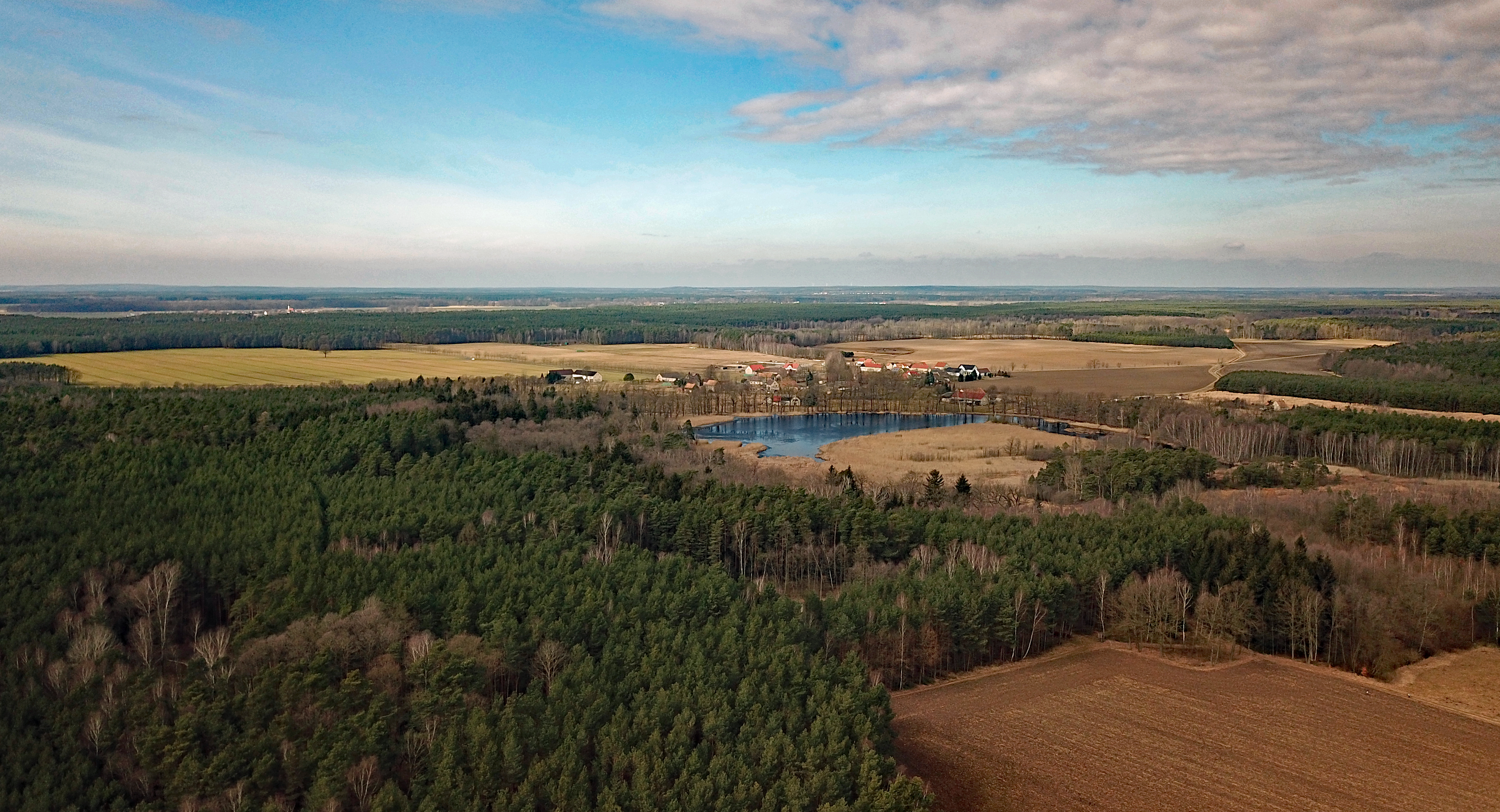
Luftbild mit Ziganteich und dem umgebenden Wald

Eutrich, obersorbisch Jitk, ist ein Ort im ostsächsischen Landkreis Bautzen und gehört seit 1950 zur Gemeinde Königswartha. Der Ort liegt in der Oberlausitz und zählt zum sorbischen Siedlungsgebiet. Im Dezember 2022 hatte der Ortsteil 82 Einwohner.
Das Dorf gilt der Sage nach als Geburtsort des sorbischen Zauberers Krabat.

## Geografie
Der Ort befindet sich etwa 16 Kilometer nordwestlich der Großen Kreisstadt Bautzen und 14 Kilometer östlich von Kamenz in der Oberlausitzer Heide- und Teichlandschaft. Das Gemeindezentrum Königswartha ist drei Kilometer entfernt. Am südöstlichen Ortsrand liegt der Ziganteich, der vom Doberschützer Wasser, das den Ort durchquert, gespeist wird. Auch nordwestlich befinden sich einige Fischteiche. Der Ort ist auf allen Seiten von Wald umgeben.
Eutrich ist der Siedlungsstruktur nach ein Rundweiler mit einigen Siedlungserweiterungen im Norden. Die Nachbarorte sind Truppen im Norden, Entenschenke im Nordosten, Niesendorf im Osten, Caßlau im Süden, Naußlitz im Südwesten und Ralbitz im Westen.

## Geschichte
Der Ort wurde erstmals 1419 als Itzig urkundlich erwähnt. Weitere verzeichnete Namensformen sind Edrigk/Eytrugk (1507), Ewtricht (1518), Eyttrich (1536) und Eitrich (1843). Eutrich war spätestens im 16. Jahrhundert unter der Grundherrschaft des Königswarthaer Gutes und ist im 18. Jahrhundert als dessen Vorwerk erwähnt.
Bis zum 1. Juli 1950 war Eutrich eine eigenständige Landgemeinde; dann wurde es nach Königswartha eingemeindet.

### Ortsname
Die Deutung des Ortsnamens ist nicht zweifelsfrei möglich. Auffällig ist die ungewöhnliche Endung -trich, die auch beim weiter westlich gelegenen Dorf Milstrich (sorb. Jitro, vgl. Jitk für Eutrich) zu finden ist. Ältere Quellen leiten die Herkunft des sorbischen Namens gelegentlich von jutro („der Morgen“) ab und beziehen sich dabei auf einen vermuteten slawischen Morgengott (Jutrobog, vgl. Jüterbog), dessen Anbetung allerdings bis jetzt nicht nachgewiesen werden konnte.

## Bevölkerung
Für seine Statistik über die sorbische Bevölkerung in der Oberlausitz ermittelte Arnošt Muka in den achtziger Jahren des 19. Jahrhunderts eine Bevölkerungszahl von 194 Einwohnern; davon 192 Sorben. Bis heute wird im Ort auch Sorbisch gesprochen.
Die Bevölkerungszahl lag im 19. und 20. Jahrhundert stabil bei etwas über 100 und ist seit der politischen Wende 1989 leicht rückläufig.
Die gläubigen Einwohner sind zum größeren Teil evangelisch-lutherischer, zum kleineren römisch-katholischer Konfession. Evangelisch ist der Ort nach Königswartha gepfarrt, die katholische Bevölkerung gehört zur sorbisch-katholischen Gemeinde Ralbitz.

## Wirtschaft und Infrastruktur
Östlich des Ortes, an der Straße nach Königswartha, befindet sich ein Gewerbegebiet.